# Sențe, Kărdjali
Sențe (în bulgară Сенце) este un sat în comuna Momcilgrad, regiunea Kărdjali,  Bulgaria. 

## Demografie
Componența etnică a satului Sențe
     Turci (94,44%)
     Nicio identificare (5,55%)
     Altele (0%)
La recensământul din 2011, populația satului Sențe era de 36 locuitori. Din punct de vedere etnic, majoritatea locuitorilor (94,44%) erau turci. Pentru 5,55% din locuitori nu este cunoscută apartenența etnică.